# Pistacia atlantica

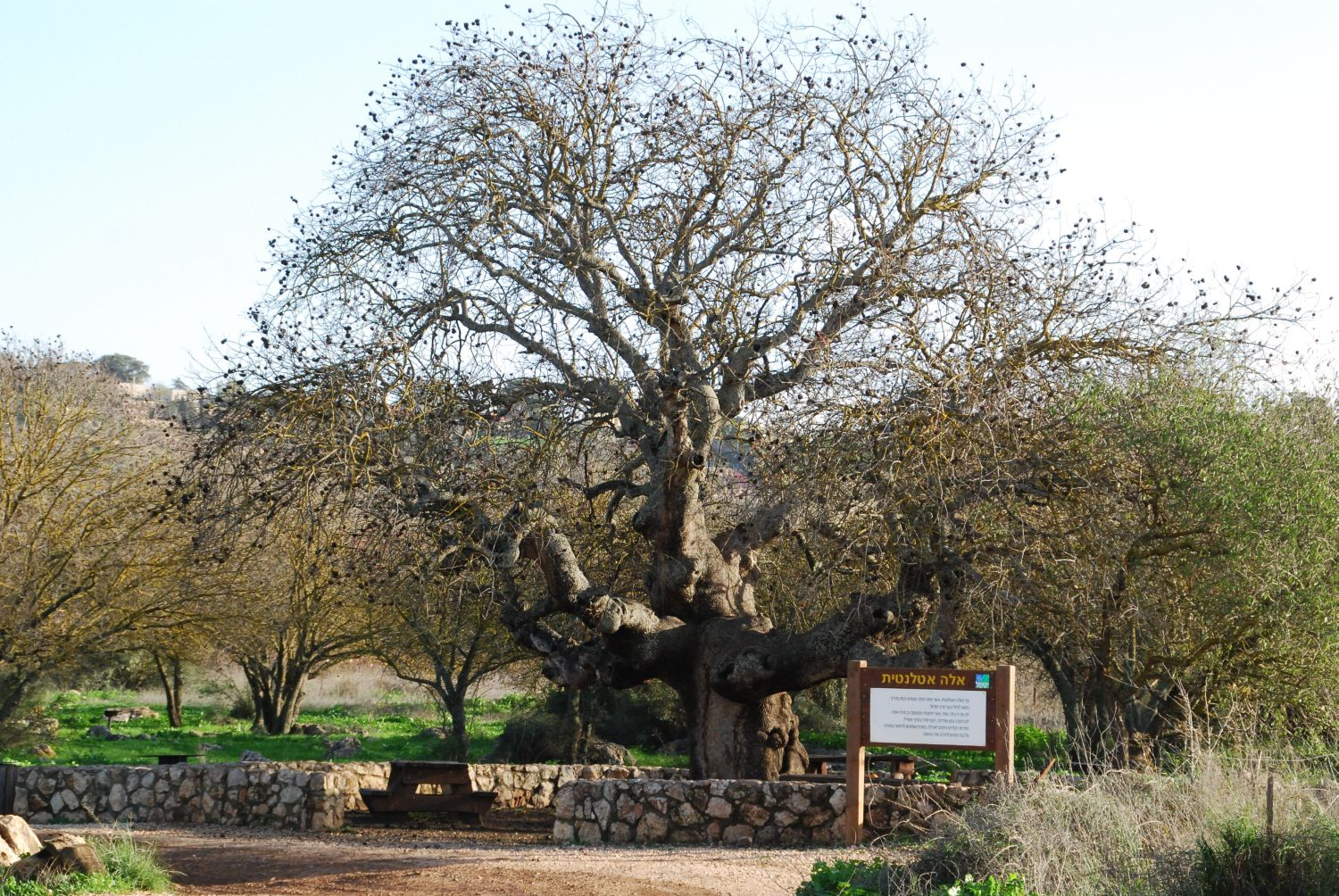
Pistacia atlantica, a Israel-Palestina

Pistacia atlantica és una espècie de pistatxer. A l'Iran se'n diu baneh.

## Distribució
És nadiu de l'altiplà i boscos muntanyosos de l'Iran, al nord d'Àfrica, on abans era molt comú, però es va fer rar en sobrexplotar-ne la fusta. És característic d'Algèria fora de la zona desèrtica sahariana.

## Descripció
Pistacia atlantica és un arbre caducifoli de fins a 7 m d'alt amb la capçada densa. Li cal 200 anys per fer una amplada d'un metre. Les fulles són pinnades cadascuna amb 7 a 9 folíols lanceolats. Les fulles i branques sovint porten galles fetes per àfids.
És dioic però alguns pocs exemplars són monoics. El fruit, de 6 a 8 mm de diàmetre, és de color blau quan és madur.

## Usos
És un arbre forestal valuós, tradicionalment se n'ha usat la resina com a medicinal. Els tanins de les galles serveixen de tint. Els fruits són comestibles, però no tan apreciats com els de Pistacia vera. També és una planta ornamental en jardins. A Califòrnia es fa servir com a portaempelt del pistatxer Pistacia vera.